# Tintin et les Oranges bleues
Pour les articles homonymes, voir Tintin (homonymie).
Série Tintin en prises de vues réelles
Tintin et le Mystère de la Toison d'or
(1961)
Pour plus de détails, voir Fiche technique et Distribution.
Tintin et les Oranges bleues est un film d'aventures franco-espagnol de Philippe Condroyer, sorti en 1964. Un album portant le même nom a été publié en 1965 à partir de photographies extraites de ce film.

## Synopsis

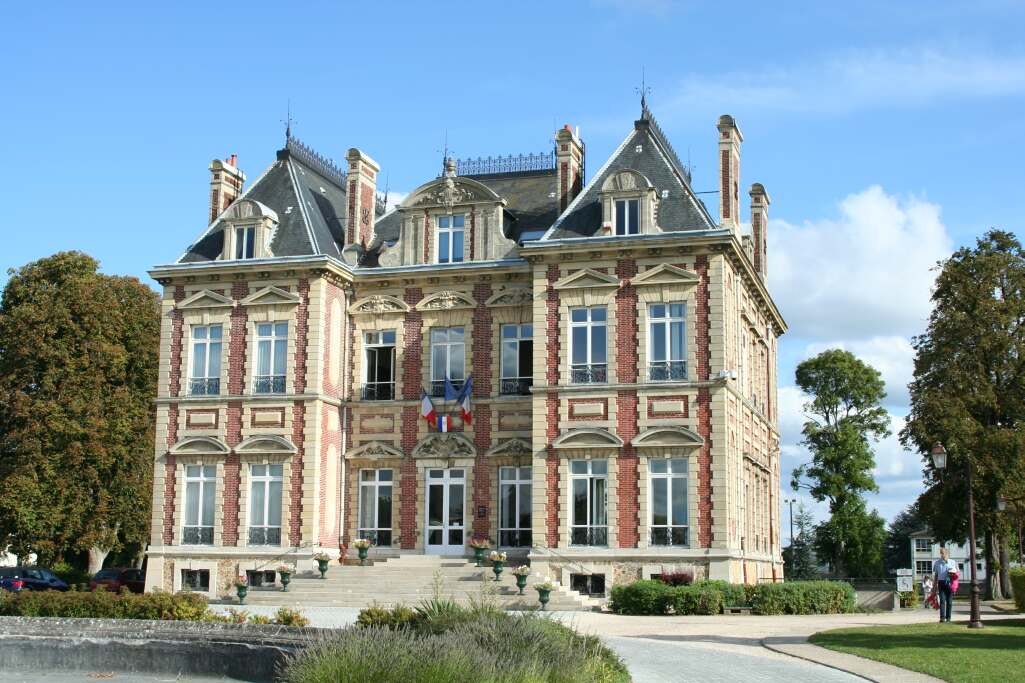
Le château de Moulinsart dans le film.

Le professeur Tournesol à la télévision lance un appel à lutter contre la faim dans le monde. En réponse, il reçoit de nombreux courriers et colis, dont une mystérieuse orange bleue, envoyée par la professeur Anténor Zallaméa, qui pousse en milieu désertique et brille dans le noir. La nuit même, des voleurs s’introduisent au château de Moulinsart et volent l’orange. Tournesol, accompagné de Tintin, du capitaine Haddock et de Milou, se rend alors à Valence, en Espagne, pour rencontrer Zallaméa. 
À leur arrivée à l’hacienda de Zallaméa, ils sont reçus par son cousin, le professeur étant absent. Mais le professeur Tournesol est enlevé par des inconnus afin d’aider Zallaméa, lui aussi retenu prisionnier, à perfectionner la formule des oranges bleues qui, grâce à une irradiation neutronique, mûrissent en cinq jours. Toutefois, leur goût amer et fortement salé les rend immangeables.
Tintin se lie d’amitié avec un groupe d’enfants, et apprend que l'un d'eux, chargé d’envoyer le colis de Zallaméa, a été agressé par un homme portant un tatouage en forme de dragon bleu. Les détectives Dupond et Dupont, envoyés par Interpol, arrivent pour enquêter sur la disparition de Zallaméa, mais se retrouvent accidentellement confrontés à un taureau.
Grâce aux enfants, Tintin retrouve Fernando, l’homme au tatouage, et s’introduit dans sa chambre d’hôtel où il découvre une radio émettrice. En espionnant Fernando, Tintin apprend l’existence d’un rendez-vous secret. Il le suit, accompagné du capitaine, mais tous les deux sont assommés et enlevés.
Les Dupondt, logés au même hôtel, sont piégés par des imposteurs qui les poussent à quitter leur chambre. Tintin et Haddock, enfermés dans un silo à grains, sont libérés grâce à Milou qui leur fait descendre une corde. De retour en ville, ils sont pris en chasse par la police à travers un marché, à laquelle ils échappent grâce l’aide inattendue de la cantatrice Bianca Castafiore.
Peu après, une délégation menée par l’Émir de Sakali arrive en visite. Tintin et Haddock retrouvent les jeunes garçons, qui les aident à retourner discrètement à la hacienda pour vérifier les soupçons pesant sur Estensoro, le domestique de Zallaméa. À l’aide d’un stratagème impliquant des animaux et des casseroles attachées à leur queue, ils s'introduisent dans la demeure. Dans la chambre d’Estensoro, ils trouvent une radio semblable à celle de Fernando, confirmant sa complicité. En trouvant le whisky du domestique pour y goûter, le capitaine découvre une cache contenant des documents prouvant que Zallaméa soupçonnait déjà ses ennemis.
Pendant ce temps, les professeurs parviennent à diffuser un message radio dévoilant leur lieu de détention. Estensoro, l'ayant entendu, se précipite pour avertir ses complices. Tintin et Haddock, eux aussi alertés, le suivent. Après une courte poursuite, ils maîtrisent Estensoro, mais ne retrouvent pas les professeurs. Les ravisseurs, ayant abandonné les Dupondt toujours ligotés, les ont à nouveau déplacés. Milou découvre une agal arabe sur les lieux, ce qui permet à Tintin de déduire que l’Émir de Sakali n’est autre que le cerveau de l’affaire.
Le yacht de l’émir étant amarré au port, Tintin et Haddock tentent de sauver les professeurs. Mais ceux-ci ont été drogués, et les voix du capitaine et de Tintin alertent les gardes. Capturés à leur tour, ils finissent par s’échapper. Une bagarre éclate et les enfants arrivent en renfort, alertés par Milou. Les malfaiteurs sont jetés à la mer, l’émir est neutralisé et la police vient arrêter les coupables.
Cette victoire est fêtée au château de Moulinsart. On célèbre les avancées scientifiques prometteuses : dans dix ans, les oranges bleues pourraient nourrir les populations des régions arides, et des cultures comme le blé, la pomme de terre ou l’aubergine pourraient également y être développées. Les Dupondt, mais terminent leur course dans la fontaine du château, provoquant l’hilarité générale. La scène se conclut par des chiens affamés dévorant un panneau indiquant « FIN ».

## Fiche technique
- Titre original français et québécois : Tintin et les Oranges bleues
- Réalisation : Philippe Condroyer
- Scénario et dialogues : André Barret
- Adaptation : André Barret avec la collaboration de Philippe Condroyer, Rémo Forlani, René Goscinny, et les conseils scientifiques de Jacques Bergier.
- Musique : Antoine Duhamel
- Images : Jean Badal
- Décors : Pierre-Louis Thévenet
- Montage : Madeleine Bibollet
- Costumes : Tanine Autré pour La Belle Jardinière
- Maquillages : Charly Koubesserian
- Production : Rafael Carrillo (direction) ; Jacques Brua (administration)
- Société de production : Alliance de Production cinématographique Procusa
- Pays d'origine :  France
- Tournage : Paris studio cinéma
- Langue : français
- Format : Couleurs - 35 mm - 1.66 Son mono
- Genre : Aventure, comédie, action, science-fiction
- Durée : 96 minutes
- Dates de sortie :
  - France : 18 décembre 1964
  - Québec : 3 octobre 1965

## Distribution
- Jean-Pierre Talbot : Tintin
- Le chien Ladeuche : Milou
- Jean Bouise : le capitaine Archibald Haddock
- Félix Fernández (VF : Alfred Pasquali) : le professeur Tryphon Tournesol
- Jenny Orléans (voix chantée : Micheline Dax) : Bianca Castafiore
- Ángel Álvarez (VF : Serge Nadaud) : le professeur Anténor Zallaméa
- Max Elloy : Nestor
- Franky François : Dupond
- André Marié : Dupont
- Pierre Desgraupes : lui-même
- Bernabé Barta Barri (VF : Marcel Dalio) : l'émir
- Jesus Tordesillas (VF : Georges Hubert (acteur)) : Don Lope
- José Sazatornil : Fernando
- Édouard Francomme : le maire
- Jean-Pierre Zola : le président et la voix du chef de l'Orange Corporated
- Georges Douking : le photographe
- Salvador Beguería : Francesito
- Pedro Mari Sánchez (es) : Pablito
- Achille Zavatta : un invité à Moulinsart
- Jean Blancheur : un invité à Moulinsart
- Georges Loriot : un invité à Moulinsart
- Estensorro

## Production

### Choix des interprètes
Seuls Jean-Pierre Talbot et Max Elloy, qui interprètent respectivement Tintin et Nestor, reprennent les rôles qu'ils tenaient déjà dans Tintin et le Mystère de La Toison d'or. Georges Wilson laisse la place à Jean Bouise dans le rôle du capitaine Haddock, Georges Loriot est remplacé par Félix Fernández dans le rôle du professeur Tournesol et les frères Gamonal sont remplacés par Franky François et André Marie dans les rôles de Dupond et Dupont. Georges Loriot fait cependant une apparition à la fin du film, dans le rôle d'un invité au château de Moulinsart. Comme dans Tintin et le Mystère de la Toison d'or, Jean-Pierre Talbot n'est pas doublé dans les cascades et les scènes d'actions.

### Tournage

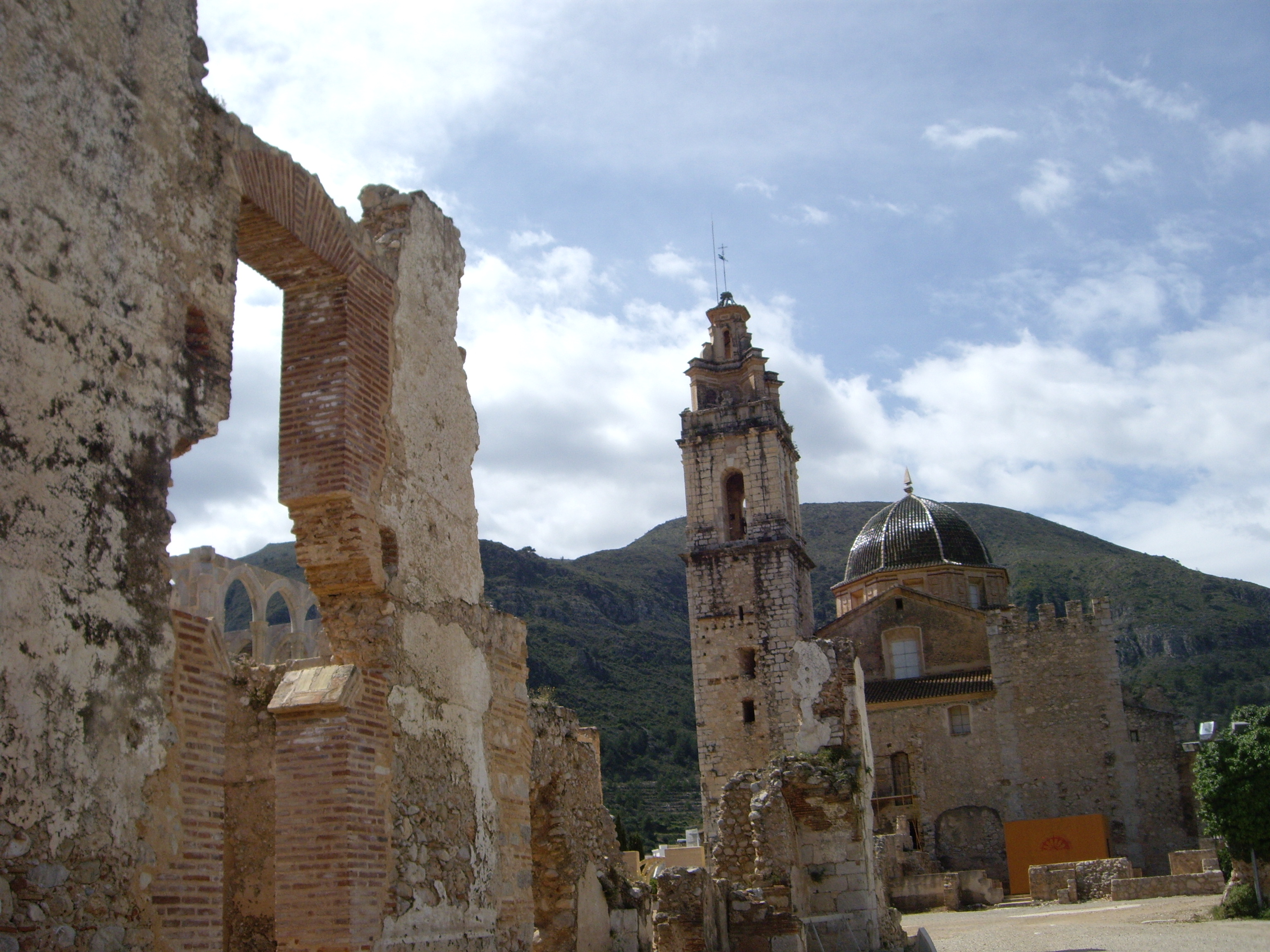
Monasterio de Santa María de la Valldigna.

Le tournage s'est déroulé en Espagne dans la communauté valencienne, à Simat de la Valldigna (scènes dans l'église à l'abandon, au Monasterio de Santa María de la Valldigna), Gandia et Xàtiva (IMDb).
Le Château d'Ecquevilly, situé à Ecquevilly dans le département des Yvelines, a servi de décor pour représenter le château de Moulinsart du capitaine Haddock.

## Analyse